# Дукатино
Дукатино (на македонска литературна норма: Дукатино) е село в община Василево на Северна Македония.

## География
Селото е разположено северно от Струмица, в планината Смърдеш.

## История
През XIX век Дукатино е чисто българско село в Радовишка каза на Османската империя. Според статистиката на Васил Кънчов („Македония. Етнография и статистика“) от 1900 г. селото е населявано от 230 жители, всички българи християни.
В началото на XX век цялото население на селото е под върховенството на Българската екзархия. По данни на секретаря на екзархията Димитър Мишев („La Macédoine et sa Population Chrétienne“) през 1905 година в Докатино има 320 българи екзархисти.
В селото има комитет на ВМОРО, възстановен в края на 1909 година от Христо Чернопеев и Михаил Думбалаков, начело с войводата Стамен Радовишки.
Според преброяването от 2002 година селото има 450 жители.
| Националност | Всичко |
| македонци    | 447    |
| албанци      | 0      |
| турци        | 0      |
| роми         | 0      |
| власи        | 0      |
| сърби        | 0      |
| бошняци      | 0      |
| други        | 3      |

## Личности
Родени в Дукатино
- Атанас Стоянов Стойчев (около 1884 - 1919), български революционер